# Orthetrum poecilops
Orthetrum poecilops é uma espécie de libelinha da família Libellulidae. 
Pode ser encontrada nos seguintes países: China e Hong Kong.
Os seus habitats naturais são: subtropical or tropical mangrove forests e zonas intertidais. 
Está ameaçada por perda de habitat. 